# Provincia de Namangán
Namangán es una de las doce provincias que, junto con la república autónoma Karakalpakia y la ciudad capital Taskent, conforman la República de Uzbekistán. Su capital es la homónima Namangán. Está ubicada al este del país, limitando al norte con Kirguistán, al sureste con Andillán, al sur con Ferganá, al suroeste con Tayikistán y al oeste con Taskent.

## Historia
La provincia de Namangán jugó un importante papel en la época de la independencia de Uzbekistán. Otra localidad importante es Çartak.